# Catostomus leopoldi
Catostomus leopoldi là một loài cá vây tia thuộc họ Catostomidae. Loài này chỉ có ở México.